# Эрмида (Каштру-Дайри)
Эрми́да (порт. Ermida) — район (фрегезия) в Португалии, входит в округ Визеу. Является составной частью муниципалитета Каштру-Дайри. Находится в составе крупной городской агломерации Большое Визеу. По старому административному делению входил в провинцию Бейра-Алта. Входит в экономико-статистический субрегион Дан-Лафойнш, который входит в Центральный регион. Население составляет 297 человек на 2001 год. Занимает площадь 8,93 км².
Покровителем района считается Дева Мария (порт. Nossa Senhora da Conceição).